# Hysterochelifer tuberculatus tuberculatus
Hysterochelifer tuberculatus tuberculatus es una subespecie de arácnido del orden Pseudoscorpionida de la familia Cheliferidae.

## Distribución geográfica
Se encuentra en Europa y en Israel.